# Giochi del Pacifico
I Giochi del Pacifico (fino al 2003 Giochi del Sud Pacifico) sono una manifestazione sportiva multidisciplinare organizzata sulla falsariga dei Giochi olimpici cui partecipano nazioni e territori che si affacciano sull'Oceano Pacifico meridionale.
I Giochi si tengono con cadenza quadriennale e sono organizzati sotto la supervisione del Pacific Games Council.

## Edizioni
| Anno | Edizione | Sedi                 | Paese                       | Date                     | Nazioni | Sport |
| ---- | -------- | -------------------- | --------------------------- | ------------------------ | ------- | ----- |
| 1963 | I        | Suva, Viti Levu      | Figi                        | 29 agosto - 8 settembre  | 13      | 10    |
| 1966 | II       | Numea, Provincia Sud | Nuova Caledonia, Francia    | 8–18 dicembre            | 14      | 12    |
| 1969 | III      | Port Moresby         | Papua Nuova Guinea          | 13–23 agosto             | 12      | 15    |
| 1971 | IV       | Papeete, Tahiti      | Polinesia francese, Francia | 25 agosto - 5 settembre  | 14      | 17    |
| 1975 | V        | Tumon                | Guam, Stati Uniti d'America | 1–10 agosto              | 13      | 16    |
| 1979 | VI       | Suva, Viti Levu      | Figi                        | 28 agosto - 8 settembre  | 19      | 18    |
| 1983 | VII      | Apia, Upolu          | Samoa                       | 5–16 settembre           | 19      | 14    |
| 1987 | VIII     | Numea                | Nuova Caledonia, Francia    | 8–20 dicembre            | 12      | 18    |
| 1991 | IX       | Port Moresby         | Papua Nuova Guinea          | 7–21 settembre           | 16      | 17    |
| 1995 | X        | Papeete, Tahiti      | Polinesia francese, Francia | 25 agosto - 5 settembre  | 12      | 25    |
| 1999 | XI       | Santa Rita           | Guam, Stati Uniti d'America | 29 maggio - 12 giugno    | 21      | 22    |
| 2003 | XII      | Suva, Viti Levu      | Figi                        | 28 giugno - 12 luglio    | 22      | 32    |
| 2007 | XIII     | Apia, Upolu          | Samoa                       | 25 agosto - 8 settembre  | 22      | 33    |
| 2011 | XIV      | Numea                | Nuova Caledonia, Francia    | 27 agosto - 10 settembre | 22      | 28    |
| 2015 | XV       | Port Moresby         | Papua Nuova Guinea          | 4–18 luglio              | 24      | 28    |
| 2019 | XVI      | Apia                 | Samoa                       | 7–20 luglio              | 24      | 26    |
| 2023 | XVII     | Honiara              | Isole Salomone              | 19 novembre-2 dicembre   | 24      | 24    |
| 2027 | XVIII    | Tahiti               | Polinesia francese, Francia |                          |         |       |

## Medagliere complessivo
Dati aggiornati all'edizione del 2019.
| Pos | Paese                         |     |     |     | Totale |
| --- | ----------------------------- | --- | --- | --- | ------ |
| 1   | Nuova Caledonia               | 911 | 727 | 631 | 2269   |
| 2   | Polinesia francese            | 517 | 450 | 479 | 1446   |
| 3   | Papua Nuova Guinea            | 470 | 451 | 436 | 1357   |
| 4   | Figi                          | 422 | 485 | 498 | 1405   |
| 5   | Samoa                         | 232 | 193 | 201 | 626    |
| 6   | Nauru                         | 101 | 67  | 61  | 229    |
| 7   | Guam                          | 65  | 108 | 134 | 307    |
| 8   | Tonga                         | 58  | 66  | 105 | 229    |
| 9   | Australia*                    | 50  | 28  | 25  | 103    |
| 10  | Samoa Americane               | 45  | 48  | 81  | 174    |
| 11  | Isole Cook                    | 31  | 54  | 70  | 155    |
| 12  | Vanuatu                       | 29  | 63  | 100 | 192    |
| 13  | Wallis e Futuna               | 25  | 42  | 85  | 152    |
| 14  | Isole Salomone                | 23  | 65  | 111 | 199    |
| 15  | Micronesia                    | 20  | 14  | 10  | 44     |
| 16  | Kiribati                      | 12  | 26  | 33  | 71     |
| 17  | Nuova Zelanda*                | 9   | 19  | 16  | 44     |
| 18  | Palau                         | 9   | 14  | 13  | 36     |
| 19  | Isole Marianne Settentrionali | 8   | 12  | 12  | 32     |
| 20  | Isola Norfolk                 | 7   | 15  | 18  | 40     |
| 21  | Tokelau                       | 3   | 2   | 2   | 7      |
| 22  | Tuvalu                        | 2   | 4   | 6   | 12     |
| 23  | Niue                          | 1   | 6   | 12  | 19     |
| 24  | Isole Marshall                | -   | 4   | 13  | 17     |
| 25  | Isole Gilbert ed Ellice       | -   | 1   | 1   | 2      |

* Prima partecipazione nel 2015.

## Sport
Nell'edizione 2019 si sono disputate competizioni nelle seguenti discipline sportive:
- Atletica leggera
- Badminton
- Bowls
- Calcio
- Va'a
- Cricket
- Golf
- Judo
- Netball
- Nuoto
- Pallacanestro
  -  Pallacanestro
  -  Pallacanestro 3x3
- Pallavolo
  -  Beach volley
  -  Pallavolo
- Powerlifting
- Pugilato
- Rugby a 7
- Rugby a 9
- Sollevamento pesi
- Squash
- Taekwondo
- Tennis
- Tennistavolo
- Tiro a segno/Tiro a volo
- Tiro con l'arco
- Touch rugby
- Triathlon
- Vela